# Другая Россия (коалиция)
«Друга́я Росси́я» — оппозиционное общественное объединение в России, действовавшее с 2006 года по 2010 год и ставившее своей целью добиться смены существующего политического режима, используя законные способы политической борьбы.
Коалиция «Другая Россия» объединяла представителей самых различных политических и правозащитных движений, а также отдельных граждан.
С 2010 года название используется незарегистрированной партией «Другая Россия», основанной Эдуардом Лимоновым.

## История

### Начало консолидации
11—12 июля 2006 (в период проведения саммита «Большой восьмёрки») в Москве под эгидой Всероссийского гражданского конгресса состоялась всероссийская конференция «Другая Россия», положившая начало общественному объединению.
Начиная с середины лета 2006 года, коалиция занималась подготовкой «Программы национального согласия» — документа, призванного аккумулировать общие позиции её членов по будущему развитию страны и предложения для широкой общественности.
16 декабря 2006 года в Москве прошла первая объединённая акция «Другой России» — «Марш несогласных». Это название впервые было использовано Гарри Каспаровым в 2005 году при проведении всероссийской акции.
3 марта 2007 года в Санкт-Петербурге прошёл ещё один «Марш несогласных». «Марши несогласных» прошли 14 апреля 2007 года в Москве и 15 апреля 2007 года в Санкт-Петербурге.
3 июля 2007 года бывший премьер-министр России, лидер Российского народно-демократического союза (РНДС) Михаил Касьянов объявил о прекращении сотрудничества с коалицией «Другая Россия». По заявлению Касьянова, разногласия внутри «Другой России» касаются процедуры определения единого кандидата в президенты России. Экс-премьер, выдвинутый в начале июня 2007 года в президенты от РНДС, настаивал на том, что единый кандидат должен определиться путём переговоров между потенциальными претендентами. Лидер Объединённого гражданского фронта (ОГФ) Гарри Каспаров, напротив, заявлял, что процедура выдвижения должна быть максимально демократичной и открытой. Другой претензией Касьянова является то, что члены коалиции так и не определились с общей идеологической платформой. Каспаров в ответ на заявление Касьянова признал, что внутри «Другой России» за последние несколько месяцев «наметились серьёзные разногласия по ряду ключевых и принципиальных вопросов», носящие «глубинный, трудно преодолимый на данном этапе характер».

### Выдвижение парламентского списка
7—8 июля 2007 года на конференции «Другой России» в Москве был предложен план подготовки к думским и президентским выборам. На сентябрь намечена ассамблея «Другой России», на которой планируется утвердить список кандидатов в депутаты, а также выбрать единого кандидата в президенты. В список для голосования, предложенный Федеральным оргкомитетом, вошли: Буковский, Геращенко, Гуляев, Зюганов, Касьянов, Рыжков, Шенин. Другие кандидаты включены в голосование по инициативе участников региональных конференций.
30 сентября 2007 года в Москве прошёл Съезд коалиции «Другая Россия». Он избрал единым кандидатом в президенты России Гарри Каспарова, а также утвердил список кандидатов в депутаты Государственной думы от «Другой России» и принял решение о формировании Исполнительного комитета коалиции.

### Отказ в регистрации парламентского списка
В октябре 2007 года Центральная избирательная комиссия отказала в регистрации парламентского списка «Другой России». Основанием для этого стало положение закона, согласно которому выдвигать кандидатов в депутаты могут только зарегистрированные политические партии. Лидеры коалиции заявили, что считают эту норму закона неконституционной и нарушающей право граждан избирать и быть избранными.
Несмотря на отказ в регистрации «Другая Россия» в октябре начала кампанию, в ходе которой призывает граждан «проголосовать за список коалиции». Делать это предлагается путём написания на избирательных бюллетенях слов «Другая Россия», что формально приравнивается к порче бюллетеня.

### Сбор подписей против нечестных выборов
1 марта 2008, за день до президентских выборов, представители «Другой России» передали в Центризбирком свыше 5 тысяч подписей избирателей против нечестных выборов. Подписи были собраны Интернет-изданием «Ежедневный журнал».

### Национальная ассамблея
После выборов «Другая Россия» приняла решение созвать Национальную ассамблею. 5 апреля 2008 года прошла конференция представителей демократического движения, а 6 апреля — форум левых. Левые партии и движения делегировали 100 человек на первое заседание Национальной ассамблеи 17—18 мая. Также оппозиция собиралась провести перед инаугурацией «Марши несогласных» в некоторых городах России. Марш в Москве был намечен на 6 мая, но позже отменён.

## Акции и мероприятия

### Марш несогласных
Общее название уличных ненасильственных акций российской оппозиции, организуемых коалицией «Другая Россия» и проходящих в крупных городах с конца 2006. Основные лозунги акций — «Нам нужна другая Россия!», «Россия без Путина!», «Это наш город!».

### Всероссийская конференция
Коалицией «Другая Россия» под эгидой Всероссийского гражданского конгресса проводятся ежегодные форумы, собирающие представителей из регионов России. Первый такой форум 11—12 июля 2006 года положил начало «Другой России». Вторая конференция прошла 7—8 июля 2007 года в Москве, в гостинице Holiday Inn. В ходе её работы был подготовлен проект программы единого оппозиционного кандидата в президенты Российской Федерации. Третья конференция, или Съезд, прошла 30 сентября 2007 года. На неё собрались делегаты, избранные региональными конференциями в нескольких десятках регионов.

### Региональные конференции
В августе — сентябре 2007 года в регионах России проходили региональные конференции по выдвижению единого кандидата от оппозиции в президенты России и выдвижение кандидатов от оппозиции в депутаты Государственной думы.

## Структура и участники
«Другая Россия» является постоянно действующим общенациональным форумом, объединяющим в себе как политические, так и неполитические объединения, а также отдельных граждан. По словам одного из лидеров коалиции Андрея Илларионова, форум является «переговорной площадкой», предназначенной для «обсуждения важнейших вопросов для страны».

### Исполнительный комитет
Исполнительный комитет, или Исполком, «Другой России» был учреждён на Съезде 30 сентября 2007 года как орган, осуществляющий текущее руководство деятельностью коалиции. В его состав вошли по пять представителей ОГФ и нацболов и по одному представителю движений «Оборона», «Смена» и «За права человека».

### Политическое совещание
С осени 2006 по лето 2007 года центральным органом коалиции «Другая Россия» являлось Политическое совещание. Его целью является координация усилий, выдвижение общей программы и политическая мобилизация масс. В состав совещания входили представители политических организаций-участников форума.
После выхода из коалиции Михаила Касьянова и РНДС Политическое совещание прекратило свою работу. После этого с июля по сентябрь действовал оргкомитет «Другой России», позже преобразованный в Исполком.

### Раскол
В результате политических разногласий из коалицию постепенно покинули многие её участники. ОГФ стал одной из последних организаций прекративших своё участие. «Фактически единственными представителями коалиции стали члены запрещённой в 2007 году „Национал-большевистской партии“». По мнению Михаила Касьянова, вышедшего из коалиции одним из первых, «„Другая Россия“ выполнила свою миссию», доказав, что оппозиция может объединиться. Эдуард Лимонов, во время учреждения партии «Другая Россия», обвинил Гарри Каспарова в развале коалиции.

### Организации
К началу 2010 года в Исполнительном комитете «Другой России» представлены следующие организации:
- Национал-большевистская партия (НБП)[20][21] — Нацболы (после запрещения, как отдельные граждане; некоторые подвергаются уголовному преследованию по подозрению о принадлежности)
- Нация Свободы
- Национал-демократический альянс
- Молодёжная организация «Смена»[20]
- Движение «За права человека»

Следующие организации вышли из коалиции, но ранее входили в состав Политсовещания или оргкомитета «Другой России»:
- Объединённый гражданский фронт (ОГФ)[20][21]
- Республиканская партия России (РПР)[21]
- Движение «За достойную жизнь»[22]
- Трудовая Россия[23]
- Российский народно-демократический союз (НДС)[4]
- Молодёжное движение «Оборона»[17]
- Авангард красной молодежи (АКМ)

### Ключевые лица
- Гарри Каспаров — шахматист, председатель ОГФ
- Эдуард Лимонов — писатель, публицист, председатель НБП, после её запрещения фактический лидер нацболов
- Сергей Гуляев — экс-депутат ЗАКСа г. Санкт-Петербург, лидер русского национально-освободительного движения «НАРОД»
- Лев Пономарев — лидер движения «За права человека».

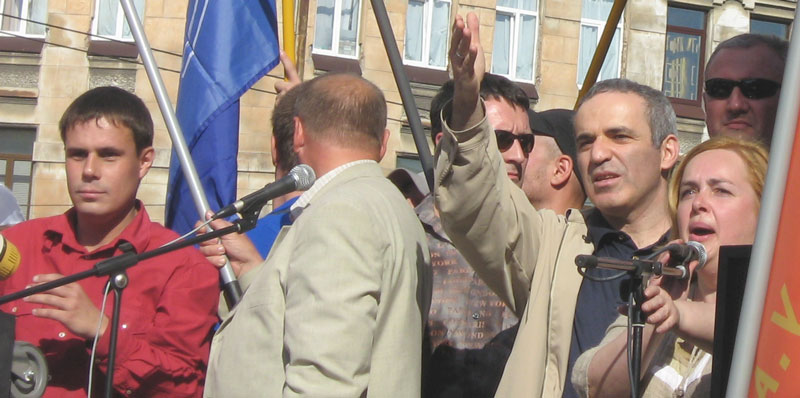
Члены «Другой России» на «Марше несогласных» (слева направо): Андрей Дмитриев, Сергей Гуляев, Гарри Каспаров, Ольга Курносова.

## Символика
Э. Лимонов и НБП предложили чёрно-жёлто-белый флаг как логотип движения. Цитируя Лимонку: «На данный момент это единственный в России известный всем и не „приватизированный“ никакими политическими силами символ. В то же время, повторимся, он очень широко и хорошо известен и укоренён в истории России.» Эта идея вызвала поддержку движения Народ и негативную реакцию у большинства русских националистов (которые уже использовали его). В настоящее время официальной символики у движения нет.

### Статьи
- Эдуард Лимонов «Другая Россия»
- Антисаммит «Другой России» (недоступная ссылка)
- Кому нужна «Другая Россия»? Статья в журнале «РФ сегодня»
- Итоговое заявление участников конференции «Другая Россия»
- Кремль и Другая Россия (Эдуард Лимонов)
- «Другая Россия» разделилась на две